# Ian Oliver
Ian Oliver (1954) es un botánico , explorador, sudafricano. Es curador del Jardín Botánico Nacional del Desierto Karoo, Worcester, Provincia Occidental del Cabo, Sudáfrica.

## Algunas publicaciones
- 2010. Dimorphotheca cuneata (Thunb.) Less.. South African National Biodiversity Institute's plant information
- 2005. Kirstenbosch Gardening Series – Grow Succulents. 2ª edición de Mills Litho, Cape Town

### Libros
- 1998. Grow Succulents: A Guide to the Species, Cultivation and Propagation of South African Succulents. Kirstenbosch Gardening Series. Edición ilustrada, revisada de National Botanical Institute, 63 pp. ISBN 1919684077
- 1993. Growing South African succulents. Editor National Botanical Institute, 54 pp. ISBN 1874907145

## Honores
- "Galardón de Miembro" de la "Cactus and Succulent Society of America".[1]

## Eponimia
Especies
- (Aloaceae) Aloe plowesii Reynolds 1964

Ha clasificado e identificado más de 244 nuevas especies, publicando habitualmente en : Excelsa; Haseltonia.